# Інтерлейкін-8
CXCL8 (англ. C-X-C motif chemokine ligand 8) – білок, який кодується однойменним геном, розташованим у людей на короткому плечі 4-ї хромосоми. Довжина поліпептидного ланцюга білка становить 99 амінокислот, а молекулярна маса — 11 098.
| 10         |  | 20         |  | 30         |  | 40         |  | 50         |
| ---------- |  | ---------- |  | ---------- |  | ---------- |  | ---------- |
| MTSKLAVALL |  | AAFLISAALC |  | EGAVLPRSAK |  | ELRCQCIKTY |  | SKPFHPKFIK |
| ELRVIESGPH |  | CANTEIIVKL |  | SDGRELCLDP |  | KENWVQRVVE |  | KFLKRAENS  |

A: Аланін

C: Цистеїн

D: Аспарагінова кислота

E: Глутамінова кислота

F: Фенілаланін

G: Гліцин

H: Гістидин

I: Ізолейцин

K: Лізин

L: Лейцин

M: Метіонін

N: Аспарагін

P: Пролін

Q: Глутамін

R: Аргінін

S: Серин

T: Треонін

V: Валін

W: Триптофан

Кодований геном білок за функцією належить до цитокінів. 
Задіяний у таких біологічних процесах як запальна відповідь, хемотаксис. 
Секретований назовні.